# Cupedidae
Die Cupedidae sind eine artenarme Familie der Käfer innerhalb der urtümlichsten Unterordnung der Käfer, der Archostemata. Die Familie kommt weltweit mit 31 Arten in neun Gattungen vor.

## Merkmale

### Käfer
Die Käfer haben 5 bis 22 Millimeter lange und 1,5 bis 6,5 Millimeter breite, langgestreckte, schlanke und parallelseitige Körper. Meistens ist der Körper deutlich abgeflacht, nur bei den Gattungen Priacma und Paracupes ist der Rücken konvex gewölbt. Die Tiere sind hellgrau über braun bis schwarz gefärbt. Der Körper ist mit Schuppen bedeckt, die meist am Kopf, Thorax und den Deckflügeln unauffällige Muster bilden. Die gesamte Körperoberfläche ist mit sehr feinen, etwa 20 bis 50 µm messenden Tuberkeln besetzt. Die Schuppen setzen entweder auf diesen oder direkt neben ihnen an.
Der Kopf der Käfer ist etwas breiter als lang und mit den Mundwerkzeugen nach vorne gerichtet. Lediglich bei der Gattung Prolixocupes ist er gleich breit wie lang. Der Kopf besitzt keine Einbuchtungen für die Fühler, die zwischen und vor den Facettenaugen liegen. Ihre Entfernung zueinander entspricht etwa dem Durchmesser des Basalgliedes (Scapus) der Fühler oder ist etwas geringer als dieser. Die Fühler stehen also sehr eng beisammen. Nur bei der Gattung Priacma ist der Abstand etwa doppelt so groß wie der Durchmesser des Scapus. Die fadenförmigen Fühler haben elf Glieder und sind halb bis annähernd so lang wie der Körper. Die Glieder sind zylindrisch bis dorsoventral abgeflacht, der Scapus ist 1,4 bis 4 Mal länger als der Pedicel. Das dritte Segment ist weniger als 1,4 Mal so lang wie das vierte Segment, das elfte ist bis zu 1,5 Mal länger als das zehnte. 
Die mittelgroßen bis großen Facettenaugen liegen seitlich am Kopf und treten hervor. Hinter den Augen verjüngt sich der Kopf stark und bildet einen Hals. Die Oberseite des Kopfes trägt ein oder zwei Paare mit bloßem Auge erkennbarer Tuberkel. Ein kegelförmiges Paar befindet sich immer oberhalb der Fühlereinlenkungen, ein zweites kegelförmiges oder länglich-abgestumpftes Paar kann vor und hinter den Augen liegen. Bei manchen Arten tritt ein undeutlich ausgebildetes und kleineres drittes Paar direkt hinter dem länglichen Tuberkelpaar an den Augen auf. Bei den Gattungen Rhipsideigma, Tenomerga und Cupes sind längliche Schwellungen auf der hinteren Kopfhälfte zwischen den Tuberkeln beidseits der Mittellinie erkennbar. Die kleine, rechteckige Oberlippe (Labrum) ist deutlich von der Stirnplatte (Clypeus) getrennt. Diese und die Stirn (Frons) sind verwachsen. Die Mandibeln haben horizontale Schneiden mit drei bis fünf Zähnen. Das letzte Glied der Maxillar- und Labialpalpen ist etwas keilförmig, lediglich bei der Gattung Priacma ist es zylindrisch. Der Bereich mit den Sinneshärchen liegt in einer flachen Einbuchtung. Das Prementum, ein Sklerit am Labium ist vergrößert und plattenförmig.
Das Pronotum (Vorderbrust) ist in seiner vorderen Hälfte am breitesten und hat spitz zulaufende vordere Ecken. Bei den Gattungen Paracupes und Priacma sind keine Einbuchtungen für die Tarsen ausgebildet, bei allen anderen Arten befinden sich solche auf der Bauchseite des Prothorax. Die Einbuchtungen für die Coxen der Vorderbeine sind separat und nach hinten offen. Das vorletzte Tarsenglied ist verbreitert.
Die Deckflügel tragen 9 bis 10 Reihen von für die Unterordnung typischen sklerotisierten Längsadern, die mit ebensolchen Queradern so verbunden sind, dass dazwischen durchsichtige Zwischenräume gebildet werden. Das zweite, häutige Flügelpaar (Alae) ist gut entwickelt. Auf ihnen ist normalerweise nur eine Querader, CuA-PCu, ausgebildet. Der Hinterleib hat fünf Ventrite (sichtbare bauchseitige Sklerite). Das siebte Sternit ist eher schlank und langgestreckt. Das achte ist eingestülpt und bis auf seine Spitze membranös. Das neunte Sternit ist vom achten umfasst und hüllt den Aedeagus ein. Letzterer ist einfach, dreilappig gebaut und hat zwei Paare gekrümmter basaler Strukturen. Der Penis hat zwei Paare runder Loben und eine schlanke Spitze. Er ist bei der Gattung Priacma sehr komplex aufgebaut.

### Larven
Die Larven sind nur von Tenomerga cinerea, Tenomerga mucida, Distocupes varians, Priacma serrata und Rhipsideigma raffrayi bekannt. Sie erreichen eine Körperlänge von 15 bis 38 Millimetern. Alle sehen sehr ähnlich aus und haben einen langgestreckten und parallelrandigen, annähernd zylindrischen Körper, der nur leicht sklerotisiert ist. Sie sind weißlich gefärbt, lediglich der Kopf, die Mundwerkzeuge und die Hinterleibsspitze ist hell- bis dunkelbraun. Der Kopf ist nach vorne gestreckt, etwas abgeflacht und hinten stark eingebuchtet. Stigmen sind normalerweise nicht ausgebildet. Die Fühler sind viersegmentig, selten fünf- oder sechssegmentig. Im ersten Larvenstadium von Priacma serrata haben die Larven jedoch nur drei Fühlerglieder. Die Oberlippe (Labrum) liegt frei. Die Frontoclypealnaht ist ausgebildet, manchmal jedoch undeutlich erkennbar. Die Mandibeln haben drei oder vier Zähnchen und eine große Mola. Die Maxillen tragen dreisegmentige Palpen auf dem großen Pilifer, einer Struktur, die sich aus dem Labrum ableitet. Das Labium hat eine keilförmige, sklerotisierte Ligula und zweisegmentige Palpen.
Der Prothorax der Larven ist breiter und länger als der Meso- oder Metathorax. Das Prosternum hat große Bereiche mit Oberflächenunebenheiten. Die sechsgliedrigen Beine sind kurz und haben eine Klaue. Das Tergum des neunten Hinterleibssegmentes trägt hinten mittig einen sklerotisierten Fortsatz.

## Vorkommen
In Nordamerika sind vier, in Südamerika drei und im südlichen und östlichen Afrika sechs Arten verbreitet, wobei vier davon nur auf Madagaskar vorkommen. Im kontinentalen Asien, in Japan und auf den ozeanischen Inseln sind je vier, in Neukaledonien zwei und in Australien sechs Arten nachgewiesen. In Europa sind die Vertreter der Familie während der letzten Eiszeiten ausgestorben. Die jüngsten bekannten Fossilien aus Europa sind aus der Fossilienlagerstätte nahe Willershausen in Deutschland bekannt und etwa zwei Millionen Jahre alt. Dabei handelt es sich um Vertreter der Gattung Tenomerga.

## Lebensweise
Die Larven von Tenomerga cinerea wurden an Holz, das mit dem Pilz Daedalea quercina befallen ist, nachgewiesen. Die Larven von Tenomerga mucida findet man an mit Stromatoscypha verpilztem Holz und Distocupes varians entwickeln sich in verpilztem Holz der Gemeinen Fichte (Picea abies). Die Verpuppung all dieser Arten findet ebenfalls im Holz statt. Von allen anderen Arten ist die Lebensweise der Larven unbekannt. Die Imagines ernähren sich von Pollen. Männchen von Priacma serrata können von Anfang Mai bis Mitte Juli leicht mit einer Lösung, die Natriumhypochlorit enthält, geködert werden.

## Taxonomie und Systematik
Innerhalb der Cupedidae steht Priacma serrata in einem Schwesterverhältnis zu allen übrigen Arten. Folgende Arten sind bisher bekannt:
- Cupes capitatus (Nordamerika)
- Priacma serrata (Nordamerika)
- Paracupes brasiliensis (Südamerika)
- Paracupes ascius (Südamerika)
- Prolixocupes latreillei (Südamerika)
- Prolixocupes lobiceps (Nordamerika)
- Rhipsideigma creataceotincta (Süd- und Ostafrika)
- Rhipsideigma adjuncta (Madagaskar)
- Rhipsideigma anosibense (Madagaskar)
- Rhipsideigma lugubris (Madagaskar)
- Rhipsideigma raffrayi (Madagaskar)
- Tenomerga cinerea (Nordamerika)
- Tenomerga leucophaea (Süd- und Ostafrika)
- Tenomerga anguliscutis (Asien)
- Tenomerga japonica (Asien inkl. Japan)
- Tenomerga sibyllae (Asien)
- Tenomerga trabecula (Asien)
- Tenomerga kurosawai (Japan)
- Tenomerga mucida (Japan und Ozeanien)
- Tenomerga yamato (Japan)
- Tenomerga favella (Ozeanien)
- Tenomerga kapnodes (Ozeanien)
- Tenomerga moultoni (Ozeanien)
- Ascioplaga mimeta (Neukaledonien)
- Ascioplaga sciasma (Neukaledonien)
- Adinolepis apodema (Australien)
- Adinolepis eumana (Australien)
- Adinolepis mathesonae (Australien)
- Adinolepis scalena (Australien)
- Adinolepis youanga (Australien)
- Distocupes varians (Australien und Tasmanien)

## Belege